# Конклав 1903 года
Конклав 1903 года был вызван смертью 93-летнего папы римского Льва XIII, который в тот период был третьим по времени правления папой римским в истории (Папа римский Иоанн Павел II (1978—2005) побил его рекорд столетием позже).
Выбор пал на кардинала Джузеппе Мелькиоре Сарто, который стал папой римский Пием X.

## Прогнозы
В 1903 году 25-летний понтификат либерального дипломата, папы римского Льва XIII завершился. В течение пятидесяти шести лет папство возглавлялось только двумя людьми, Львом XIII и его предшественником, Пием IX. В то время как Пий IX был реакционным консерватором, Лев XIII был замечен как либерал, конечно по сравнению с предшественником. Поскольку кардиналы собрались, то ключевым вопросом был: будет ли выбран такой папа римский, который продолжил бы политику Льва XIII или возвратится к стилю папства Пия IX.

## Одобренный кандидат, на которого накладывает ветоФранц Иосиф Австрийский
Когда кардиналы, собранные в Сикстинской капелле, сосредоточили внимание на кардинале Мариано Рамполле дель Тиндаро, кардинале-государственном секретаре Льва XIII. Рамполла был замечен, поскольку был папабилем (кардинал который вероятно будет избран Папой римским). Как ожидалось Рамполла был близок к избранию, но тогда устами кардинала Яна Пузыны, князя-епископа Кракова из Австро-Венгрии, было наложено вето от имени австрийского императора Франца Иосифа.
Три ведущих католических державы (короли Франции и Испании и императоры Священной Римской империи/императоры Австрии) имели право вето, то есть право отвода кандидата на Папский престол, хотя оно и редко и использовалось. Никогда кандидат, на которого было наложено вето, не становился римским папой, хотя в 1846 году попытка вето оказалась неудачной: кардинал, которому австрийский император поручил наложить вето, опоздал на Конклав, и кардинал, на которого предполагалось наложить вето, был объявлен папой римским.

## Избранпатриарх Венеции
Блокирование кардинала Рамполлы сделало Конклав широко открытым. Возможный победитель, кардинал Джузеппе Мелькиоре Сарто из Венеции, был консерватором-популистом более низкого класса, ближе в отношении к папству Пия IX, чем Льва XIII. На последней баллотировке, он получил 55 из 60 возможных голосов. Новый Папа римский взял себе имя Пий X, в честь Папы Пия IX.

## Отмененное Вето
После выборов Пий X принял два решения. Он отменил право вето католических держав и отказался вновь назначать кардинала Рамполлу государственным секретарём. Подобно его предшественникам Папа римский Пий X оспорил право Итальянского королевства на Рим. Он дал своё благословение Urbi et orbi на внутреннем балконе собора Святого Петра, к народу внизу, чтобы отобразить в символической форме свою оппозицию Итальянскому правлению Рима и своё требование на возвращение Папской области.

## Статистика Конклава 1903 года
| Продолжительность  | 4 дня                         |
| Число баллотировок | 7                             |
| Выборщики          | 64                            |
| ------------------ | ----------------------------- |
| Отсутствовали      | 2                             |
| Присутствовали     | 62                            |
| Африка             | 0                             |
| Латинская Америка  | 0                             |
| Северная Америка   | -1                            |
| Азия               | 0                             |
| Европа             | 61                            |
| Океания            | 0                             |
| Ближний Восток     | 0                             |
| Итальянцы          | 36                            |
| Используемое Вето  | Императором Францем Иосифом I |
| СКОНЧАВШИЙСЯ ПАПА  | ЛЕВ XIII (1878—1903)          |
| НОВЫЙ ПАПА         | ПИЙ X (1903—1914)             |